# ROH Supercard of Honor
ROH Supercard of Honor est un pay-per-view de la Ring of Honor (ROH) disponible uniquement en paiement à la séance. La première édition de cet évènement eut lieu en 2006. Sept éditions ont eu lieu depuis sa création. À l'exception de la 4e et de la 5e édition, ainsi qu'en 2012 où le show n'a pas eu lieu, ce pay-per-view se déroule le week-end précédant WrestleMania, le plus grand show annuel produit par la WWE, dans une ville proche où se déroule cet évènement. Ce show est disponible via internet depuis 2013.

## Historique
| Événement                 | Date           | Lieu                                     | Ville                           | Spectateurs | Événement principal |
| ------------------------- | -------------- | ---------------------------------------- | ------------------------------- | ----------- | --- |
| Supercard of Honor        | 31 mars 2006   | Frontier Fieldhouse                      | Chicago Ridge, Illinois         | 1 100       | Bryan Danielson (c) vs. Roderick Strong pour le ROH World Championship                                                                                |
| Supercard of Honor II     | 31 mars 2007   | Michigan State Fairgrounds & Expo Center | Détroit, Michigan               |             | CIMA, Susumu Yokosuka & Shingo vs. Dragon Kid, Ryo Saito & Masaaki Mochizuki                                                                          |
| Supercard of Honor III    | 29 mars 2008   | Orlando Downtown Recreation Complex      | Orlando, Floride                | 1 500       | Muscle Outlaw'z (Naruki Doi, Masato Yoshino & Genki Horiguchi) vs. Typhoon (CIMA, Dragon Kid & Ryo Saito)                                             |
| Supercard of Honor IV     | 3 avril 2009   | George R. Brown Convention Center        | Houston, Texas                  | 1 800       | Nigel McGuinness (c) vs. Jerry Lynn pour le ROH World Championship                                                                                    |
| Supercard of Honor V      | 8 mai 2010     | Manhattan Center                         | Manhattan, New York             | 1 500       | Tyler Black (c) vs. Roderick Strong pour le ROH World Championship                                                                                    |
| Supercard of Honor VI     | 21 mai 2011    | Frontier Fieldhouse                      | Chicago Ridge (Illinois)        | 700         | Eddie Edwards (c) vs. Roderick Strong pour le ROH World Championship                                                                                  |
| Supercard of Honor VII    | 4 avril 2013   | Du Burns Arena                           | Baltimore, Maryland             | 1 800       | Kevin Steen (c) vs. Jay Briscoe pour le ROH World Championship                                                                                        |
| Supercard of Honor VIII   | 4 avril 2014   | John A. Alario Sr. Event Center          | Westwego, Louisiane             | 2 000       | Adam Cole (c) vs. Jay Briscoe pour unifier le ROH World Championship avec le ROH Real World Championship dans un Ladder War V match                   |
| Supercard of Honor IX     | 4 avril 2015   | The Sports House                         | Redwood City (Californie)       | 1 100       | Jay Briscoe (c) vs. Samoa Joe pour le ROH World Championship                                                                                          |
| Supercard of Honor X      | 1er avril 2016 | Hyatt Regency Dallas                     | Dallas (Texas)                  | 1 400       | The Motor City Machine Guns (Chris Sabin et Alex Shelley) vs. The Young Bucks (Matt Jackson et Nick Jackson)                                          |
| Supercard of Honor X      | 2 avril 2016   | Hyatt Regency Dallas                     | Dallas (Texas)                  | 1 400       | Adam Cole vs. Kyle O'Reilly dans un No Holds Barred match.                                                                                            |
| Supercard of Honor XI     | 1er avril 2017 | RP Funding Center                        | Lakeland (Floride)              | 3 500       | The Hardy Boys (Jeff Hardy et Matt Hardy) contre The Young Bucks (Matt et Nick Jackson) dans un Ladder Match pour les ROH World Tag Team Championship |
| Supercard of Honor XII    | 7 avril 2018   | UNO Lakefront Arena                      | La Nouvelle-Orléans (Louisiane) | 6 100       | Dalton Castle (c) contre Marty Scurll pour le ROH World Championship                                                                                  |
| G1 Supercard              | 6 avril 2019   | Madison Square Garden                    | New York (État de New York)     | 16 534      | Jay White (c) contre Kazuchika Okada pour le IWGP Heavyweight Championship                                                                            |
| Supercard of Honor XV     | 1er avril 2022 | Curtis Culwell Center                    | Garland (Texas)                 |             | Jonathan Gresham (c) contre Bandido pour le Undisputed ROH World Championship                                                                         |
| Supercard of Honor (2023) | 31 mars 2023   | Galen Center                             | Los Angeles (Californie)        |             | |